# Sing (bài hát của Annie Lennox)
"Sing" là ca khúc của Annie Lennox, phát hành như đĩa đơn thứ hai từ album phòng thu solo thứ tư của cô, Songs of Mass Destruction (2007). Ca khúc là sự hợp tác giữa Lennox và hai mươi ba nghệ sĩ khác: Madonna, Anastacia, Isobel Campbell, Dido, Céline Dion, Melissa Etheridge, Fergie, Beth Gibbons, Faith Hill, Angélique Kidjo, Beverley Knight, Gladys Knight, k.d. lang, Sarah McLachlan, Beth Orton, Pink, Bonnie Raitt, Shakira, Shingai Shoniwa, Joss Stone, Sugababes, KT Tunstall, và Martha Wainwright.

## Các phiên bản chính thức
- Album version – 4:48
- Album version (with Commentary) - 4:47
- Full length (edit) – 4:23
- Alternative version - 3:56
- Harry Choo club mix – 8:24
- Harry Choo mix show – 5:30
- Harry Choo radio mix – 3:57
- Dean Coleman club mix – 6:52
- Dean Coleman radio mix – 4:19
- Moto Blanco club mix – 8:34
- Moto Blanco dub mix – 8:24
- Moto Blanco radio mix – 3:32
- Nitin Sawhney remix - 4:49

## Bảng xếp hạng
| Bảng xếp hạng (2008)                         | Xếp hạng cao nhất |
| -------------------------------------------- | ----------------- |
| U.S. Billboard Hot Adult Contemporary Tracks | 29                |
| U.S. Billboard Hot Dance Club Play           | 18                |
| UK Singles Chart                             | 161               |